# Hapsodrilus
Hapsodrilus là một chi bọ cánh cứng trong họ 
Elateridae.
Chi này được miêu tả khoa học năm 1975 bởi Costa.

## Các loài
Các loài trong chi này gồm:
- Hapsodrilus amydrus Casari-Chen, 1986
- Hapsodrilus funale (Candèze, 1863)
- Hapsodrilus ignifer (Germar, 1841)
- Hapsodrilus luculentus (Germar, 1841)
- Hapsodrilus pyrotis (Germar, 1841)